# Kondapalle
Kondapalle es una ciudad censal situada en el distrito de Krishna  en el estado de Andhra Pradesh (India). Su población es de 33373 habitantes (2011). Se encuentra a 42 km de Guntur y a 21 km de Vijayawada. 

## Demografía
Según el censo de 2011 la población de Kondapalle era de 33373 habitantes, de los cuales 16672 eran hombres y 16601 eran mujeres. Kondapalle tiene una tasa media de alfabetización del 77,99%, superior a la media estatal del 67,02%: la alfabetización masculina es del 83,41%, y la alfabetización femenina del 72,54%.